# باريس تورز 1942
باريس تورز 1942 هو سباق دراجات هوائية، وهو الموسم رقم 36 من باريس تورز، وأقيم في 1942.
فاز بالمركز الأول بول مايي، وبالمركز الثاني Gérard Virol ‏، وبالمركز الثالث جول روسي.

## الفائزون
| الترتيب | الفائز        |
| ------- | ------------- |
| الفائز  | بول مايي      |
| الثاني  | Gérard Virol ‏ |
| الثالث  | جول روسي      |